# NGC 6001
NGC 6001 (другие обозначения — UGC 10036, MCG 5-37-27, ZWG 166.58, PGC 56056) — спиральная галактика (Sc) в созвездии Северная Корона.
Этот объект входит в число перечисленных в оригинальной редакции «Нового общего каталога».